# 多棘蛛球虫
多棘蛛球虫（学名：Arachnosphaera myriacantha）为星球虫科蛛球虫属的动物。分布于太平洋、大西洋、地中海，包括东海等海域。